# 丁鍊
丁鍊（1434年—？），字質純，江西南昌府豐城縣人，軍籍，明朝政治人物。進士出身。

## 生平
早年出身國子生，江西鄉試第八十六名。成化十四年（1478年）戊戌科會試第六名，殿試登進士第三甲第一百三十三名。

## 家族
曾祖父丁維南，曾任太僕寺丞。祖父丁秉和，曾任教授。父亲丁元輝。母凃氏。慈侍下。娶蒋氏。